# 死滅遊戯
『死滅遊戯』（しめつゆうぎ、原題 Amused To Death）は、1992年に発表されたロジャー・ウォーターズのアルバム。ブルース・リー主演の映画『死亡遊戯』と邦題が似ているが、内容はまったく関係ない。

## 概要
ウォーターズ自身はソングライターとボーカリストに徹しており、演奏面は多数の腕利きミュージシャンで固めている。ジェフ・ベック、イーグルスのドン・ヘンリー、TOTOのスティーヴ・ルカサーとジェフ・ポーカロ、P.P.アーノルドなど多彩な面々が招かれた。
共同プロデューサーとして、マドンナなどを手掛けたことで知られるパトリック・レナードを迎えている。アルバム全編にわたりバックで虫の鳴き声や鳥のさえずりが聴かれ、これまで以上に様々なSE（効果音）を随所で使っており、緻密に計算されたサウンドを構成している。
ウォーターズお得意のコンセプト・アルバムの究極型とも言える作品。ニール・ポストマン著「Amusing Ourselves To Death」にインスパイアされ、TV社会が現代にもたらした弊害を中心テーマにしている。湾岸戦争や天安門事件などをTVにおけるエンターテイメントの一種であると歌い、TVを通しての戦争観戦やTVを通して生まれた革命運動家などを独特の視点で批判している。エンディングでは、人類は遊び尽くして滅亡する（Amused To Death）という結末を迎える。
全英8位、全米21位と、ここまでのソロ作品の中で最もチャート的に成功した作品となった。プレスからの評価も高く、「『ザ・ウォール』以来の情熱的な作品」と評された。
2015年にカバーアートを新たにしたリマスターCDや5.1chサラウンドを収録したBlu-ray audioやSACDが発売された。

## 収録曲
1. ビル・ヒュバードのバラード - "The Ballad Of Bill Hubbard"
2. 神話 パート1 - "What God Wants, Part I"
3. 完全真理 パート1 - "Perfect Sense, Part I"
4. 完全真理 パート2 - "Perfect Sense, Part II"
5. 勇気ある撤退 - "The Bravery Of Being Out Of Range"
6. レイト・ホーム・トゥナイト パート1 - "Late Home Tonight, Part I"
7. レイト・ホーム・トゥナイト パート2 - "Late Home Tonight, Part II"
8. トゥー・マッチ・ロープ - "Too Much Rope"
9. 神話 パート2 - "What God Wants, Part II"
10. 神話 パート3 - "What God Wants, Part III"
11. ウォッチングTV - "Watching TV"
12. 三つの望み - "Three Wishes"
13. 奇蹟 - "It's A Miracle"
14. 死滅遊戯 - "Amused To Death"